# Gniewoszów (gemeente)
De gemeente Gniewoszów is een landgemeente in het Poolse woiwodschap Mazovië, in powiat Kozienicki.
De zetel van de gemeente is in Gniewoszów.
Op 30 juni 2004 telde de gemeente 4232 inwoners.

## Oppervlakte gegevens
In 2002 bedroeg de totale oppervlakte van gemeente Gniewoszów 84,29 km², waarvan:
- agrarisch gebied: 79%
- bossen: 9%

De gemeente beslaat 9,19% van de totale oppervlakte van de powiat.

## Demografie
Stand op 30 juni 2004:
| Omschrijving                   | Totaal | Totaal | Vrouwen | Vrouwen | Mannen | Mannen |
| ------------------------------ | ------ | ------ | ------- | ------- | ------ | ------ |
| eenheid                        | aantal | %      | aantal  | %       | aantal | %      |
| inwoners                       | 4232   | 100    | 2217    | 52,4    | 2015   | 47,6   |
| bevolkingsdichtheid (inw./km²) | 50,2   | 50,2   | 26,3    | 26,3    | 23,9   | 23,9   |

In 2002 bedroeg het gemiddelde inkomen per inwoner 1323 zł.

## Administratieve plaatsen (sołectwo)
Boguszówka, Borek, Gniewoszów, Kociołek, Marianów, Markowola, Markowola-Kolonia, Mieścisko, Oleksów, Regów Stary, Sławczyn, Sarnów, Wólka Bachańska, Wysokie Koło, Zalesie, Zdunków, Zwola.

## Aangrenzende gemeenten
Garbatka-Letnisko, Policzna, Puławy, Sieciechów
- Library of Congress Control Number: n99029051
- Nationale Bibliotheek van Israël: 987007491869905171
- Virtual International Authority File: 145603693